# Association norvégienne des traducteurs littéraires

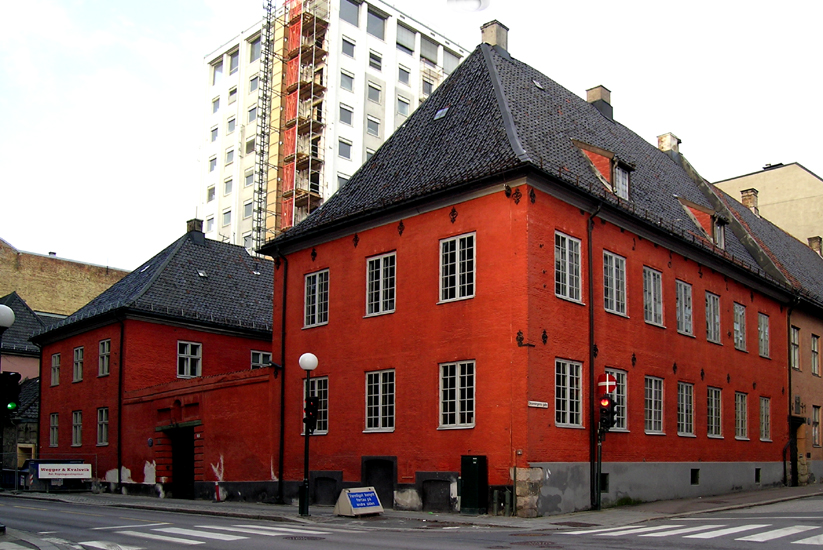
L'Association norvégienne des traducteurs a son siège à Garmanngården, Rådhusgata 7 à Oslo, l'un des plus anciens bâtiments de la ville. Les autres organisations ayant des bureaux dans ce bâtiment sont l'Association norvégienne des écrivains, l'Association norvégienne des critiques, l'Association norvégienne des auteurs de livres pour enfants et adolescents et l'Association norvégienne des dramaturges.

L'Association norvégienne des traducteurs littéraires (Norsk Oversetterforening), membre de la Fédération internationale des traducteurs (FIT) et du Conseil européen des associations de traducteurs littéraires (CEATL), a été créée en 1948. Elle a son siège à Oslo.
Elle compte près de 300 membres traduisant à partir de 48 langues.
L'Association décerne chaque année le prix Bastian (Bastianpris).